# Grattacieli del Texas
Il Texas è il secondo stato più grande degli USA, oltre che il secondo per popolazione, e tre delle città più grandi (Houston, Dallas e San Antonio) superano il milione di abitanti. Sono presenti 34 grattacieli che superano i 180 m di altezza, 21 dei quali costruiti durante gli anni ottanta.
|                    |  |                   |  |                   |  |                                 |
| Skyline di Houston |  | Skyline di Dallas |  | Skyline di Austin |  | Grattacieli più alti del Texas. |

## Lista dei grattacieli più alti
Questa lista comprende grattacieli a partire da 150 m di altezza.
     È stato il più alto del Texas dopo il completamento.
| Pos. | Nome                                | Immagine | Città       | Altezza | Piani | Anno di completamento | Note |
| ---- | ----------------------------------- | -------- | ----------- | ------- | ----- | --------------------- | --- |
| 1    | JPMorgan Chase Tower                |          | Houston     | 305     | 75    | 1982                  | 18º edificio più alto USA e più alto al mondo con base pentagonale.                                      |
| 2    | Wells Fargo Plaza                   |          | Houston     | 302     | 71    | 1983                  | |
| 3    | Bank of America Plaza               |          | Dallas      | 281     | 72    | 1985                  | Edificio più alto di Dallas                                                                              |
| 4    | Williams Tower                      |          | Houston     | 275     | 64    | 1983                  | Più alto edificio negli USA situato al di fuori di un central business district.                         |
| 5    | Renaissance Tower                   |          | Dallas      | 270     | 56    | 1974                  | |
| 6    | Comerica Bank Tower                 |          | Dallas      | 240     | 60    | 1987                  | |
| 7    | Bank of America Center              |          | Houston     | 240     | 56    | 1983                  | |
| 8    | Heritage Plaza                      |          | Houston     | 232     | 53    | 1987                  | |
| 9    | 609 Main Street                     |          | Houston     | 231     | 49    | 2017                  | |
| 10   | Enterprise Plaza                    |          | Houston     | 230     | 55    | 1980                  | |
| -    | Tower of the Americas               |          | Houston     | 229     |       | 1968                  | |
| 11   | Centerpoint Energy Plaza            |          | Houston     | 225     | 47    | 1974                  | |
| 12   | JPMorgan Chase Tower                |          | Dallas      | 225     | 55    | 1987                  | |
| 13   | Continental Center I                |          | Houston     | 223     | 53    | 1984                  | |
| 14   | Fulbright Tower                     |          | Houston     | 221     | 52    | 1982                  | |
| 15   | Fountain Place                      |          | Dallas      | 219     | 62    | 1986                  | Progettato da I.M. Pei, autore anche della Bank of China Tower di Hong Kong e della Piramide del Louvre. |
| 16   | One Shell Plaza                     |          | Houston     | 217     | 50    | 1971                  | |
| 17   | 1400 Smith Street                   |          | Houston     | 211     | 50    | 1983                  | |
| 18   | The Indepentent                     |          | Austin      | 210     | 58    | 2019                  | Edificio prettamente residenziale più alto degli USA ad ovest del Mississippi.                           |
| 19   | Trammel Crow Center                 |          | Dallas      | 209     | 50    | 1985                  | |
| 20   | Allen Center                        |          | Houston     | 208     | 50    | 1980                  | |
| 21   | The Austonian                       |          | Austin      | 208     | 56    | 2010                  | |
| 22   | One Houston Center                  |          | Houston     | 207     | 48    | 1978                  | |
| 23   | First City Tower                    |          | Houston     | 202     | 49    | 1981                  | |
| 24   | 1700 Pacific                        |          | Dallas      | 199     | 50    | 1983                  | |
| 25   | Thanksgiving Tower                  |          | Dallas      | 196     | 50    | 1982                  | |
| 26   | BG Group Place                      |          | Houston     | 192     | 46    | 2011                  | In alto a sinistra nell'immagine c'è un giardino pensile in corrispondenza del 39 piano.                 |
| 27   | Energy Plaza                        |          | Dallas      | 191     | 49    | 1983                  | |
| 28   | Elm Place                           |          | Dallas      | 191     | 52    | 1965                  | |
| 29   | San Felipe Plaza                    |          | Houston     | 191     | 45    | 1984                  | |
| 30   | ExxonMobil Building                 |          | Houston     | 185     | 44    | 1963                  | |
| 31   | 1500 Louisiana Street               |          | Houston     | 183     | 40    | 2002                  | |
| 32   | Republic Center Tower I             |          | Dallas      | 183     | 36    | 1954                  | |
| 33   | Republic Center Tower II            |          | Dallas      | 182     | 53    | 1964                  | |
| 34   | Fairmont Hotel                      |          | Austin      | 181     | 36    | 2017                  | |
| 35   | American General Center             |          | Houston     | 180     | 42    | 1983                  | |
| 36-  | 360 Condominiums                    |          | Austin      | 177     | 44    | 2008                  | 6° edificio residenziale più alto degli Stati Uniti ad ovest del Mississippi.                            |
| 36-  | One AT&T Plaza                      |          | Dallas      | 177     | 37    | 1984                  | |
| 38-  | Capitol Tower                       |          | Houston     | 176,5   | 34    | 2018                  | |
| 38-  | Two Houston Center                  |          | Houston     | 176,5   | 40    | 1974                  | |
| 38-  | Ross Tower                          |          | Dallas      | 176,5   | 45    | 1984                  | |
| 41   | Burnett Plaza                       |          | Fort Worth  | 173     | 40    | 1983                  | Edificio più alto di Fort Worth.                                                                         |
| 42   | Marathon Oil Tower                  |          | Houston     | 171     | 41    | 1983                  | |
| -    | Reunion Tower                       |          | Dallas      | 171     |       | 1978                  | |
| 43-  | Museum Tower                        |          | Dallas      | 170,7   | 42    | 2013                  | Edificio più alto a Dallas costruito negli anni '10.                                                     |
| 43-  | Tower at Cityplace                  |          | Dallas      | 170,7   | 42    | 1988                  | |
| 45-  | Wedge International Tower           |          | Houston     | 167,6   | 44    | 1983                  | |
| 45-  | KBR Tower                           |          | Houston     | 167,6   | 40    | 1973                  | |
| 45-  | Sheraton Dallas Hotel Central Tower |          | Dallas      | 167,6   | 42    | 1958                  | Albergo più alto di Dallas.                                                                              |
| 48   | D.R. Horton Tower                   |          | Fort Worth  | 167     | 38    | 1984                  | C'è un grattacielo gemello alto 145 m                                                                    |
| 49   | Marriott Rivercenter I              |          | San Antonio | 166     | 38    | 1988                  | Edificio più alto di San Antonio esclusa la Tower of the Americas.                                       |
| 50   | Memorial Hermann Tower              |          | Dallas      | 165     | 35    | 2009                  | |
| 51   | 2929 Weslayan                       |          | Houston     | 162,5   | 40    | 2015                  | Edificio residenziale più alto di Houston.                                                               |
| 52   | 777 Main Street                     |          | Fort Worth  | 160     | 40    | 1983                  | |
| 53-  | Pennzoil Place I                    |          | Houston     | 159,4   | 36    | 1976                  | |
| 53-  | Pennzoil Place I                    |          | Houston     | 159,4   | 36    | 1976                  | |
| 53-  | Mercantile National Bank Building   |          | Dallas      | 159,4   | 31    | 1943                  | |
| 56   | Devon Energy Center                 |          | Houston     | 158,8   | 36    | 1978                  | |
| 57-  | 1000 Main                           |          | Houston     | 158     | 36    | 2003                  | |
| 57-  | Toral Plaza                         |          | Houston     | 158     | 35    | 1971                  | |
| 57-  | One Park Place                      |          | Houston     | 158     | 37    | 2009                  | |
| 60   | Frost Bank Tower                    |          | Dallas      | 157     | 33    | 2004                  | |
| 61-  | Bryan Tower                         |          | Dallas      | 156,1   | 40    | 1973                  | |
| 61-  | Methodist Outpatient Care Center    |          | Houston     | 156,1   | 26    | 2010                  | |
| 63   | The Huntingdon                      |          | Houston     | 153,3   | 34    | 1982                  | |
| 64   | Market Square Tower                 |          | Houston     | 153     | 40    | 2017                  | |
| 65   | El Paso Energy Building             |          | Houston     | 153     | 33    | 1962                  | |
| 66   | The Post Oak                        |          | Houston     | 152,1   | 36    | 2018                  | |

## Grattacieli più alti per città
| Città          | Immagine | Nome                         | Altezza | Piani | Anno di completamento | Note |
| -------------- | -------- | ---------------------------- | ------- | ----- | --------------------- | --- |
| Houston        |          | JPMorgan Chase Tower         | 305     | 75    | 1982                  | Edificio a pianta pentagonale più alto del mondo. A Houston è situato un centinaio di grattacieli (al di sopra dei 100 m di altezza). |
| Dallas         |          | Bank of America Plaza        | 281     | 72    | 1985                  | A Dallas sono presenti oltre 40 grattacieli.                                                                                          |
| Austin         |          | The Independent              | 210     | 58    | 2019                  | Edificio prettamente residenziale più alto degli USA ad ovest del Mississippi. A Austin sono presenti in totale 23 grattacieli.       |
| Fort Worth     |          | Burnett Plaza                | 172     | 40    | 1983                  | A Fort Worth sono situati 8 grattacieli.                                                                                              |
| San Antonio    |          | Marriott Rivercenter         | 166     | 38    | 1988                  | A San Antonio si trovano 7 edifici che superano i 100 m di altezza.                                                                   |
| Corpus Christi |          | One Shoreline Plaza          | 125     | 28    | 1988                  | |
| Irving         |          | William Square Central Tower | 109     | 26    | 1985                  | |

## Cronologia dei grattacieli più alti
| Anni come più alto | Nome                              | Immagine | Città   | Altezza | Piani | Note |
| ------------------ | --------------------------------- | -------- | ------- | ------- | ----- | ---- |
| 1982-              | JPMorgan Chase Tower              |          | Houston | 305     | 75    |      |
| 1974-1982          | Renaissance Tower                 |          | Dallas  | 270     | 56    |      |
| 1971-1974          | One Shell Plaza                   |          | Houston | 217     | 50    |      |
| 1965-1971          | Elm Place                         |          | Dallas  | 191     | 52    |      |
| 1963-1965          | Exxon Mobil Building              |          | Houston | 185     | 44    |      |
| 1954-1963          | Republic Center Tower I           |          | Dallas  | 183     | 36    |      |
| 1943-1954          | Mercantile National Bank Building |          | Dallas  | 159     | 31    |      |
| 1929-1943          | JPMorgan Chase Building           |          | Houston | 130     | 36    |      |
| 1925-1929          | Niels Esperson Building           |          | Houston | 125     | 32    |      |
| 1923-1925          | Magnolia Hotel                    |          | Dallas  | 121     | 29    |      |
| 1912-1923          | Adolphus Hotel                    |          | Dallas  | 95      | 20    |      |